# 2MASS J04132039-0114248
2MASS J04132039-0114248 ist ein Brauner Zwerg im Sternbild Eridanus. Er wurde 2000 von Xiaohui Fan et al. entdeckt. Er gehört der Spektralklasse L0,5 an.